# 多伦多影评人协会
多伦多影评人协会（英語：Toronto Film Critics Association）是1997年建立于加拿大多伦多的一家影评人协会。1999年，它加入了国际影评人协会。

## 奖项
多伦多影评人协会的主要奖项有：
- 最佳男主角
- 最佳女主角
- 最佳动画片
- 罗杰斯最佳加拿大电影奖
- 最佳导演
- 最佳纪录片
- 最佳影片
- 最佳外语片
- 最佳剧本
- 最佳男配角
- 最佳女配角